# Fin (película documental)
Fin es una película documental estadounidense de 2021 dirigida por Eli Roth. Sigue a Roth y un grupo de científicos, activistas e investigadores que viajan por el mundo exponiendo la extinción de los tiburones. Leonardo DiCaprio y Nina Dobrev se desempeñan como productores ejecutivos, y Lionsgate, Pilgrim Media Group y Appian Way Productions, produciendo con Discovery+ distribuyendo.
La película fue lanzada el 13 de julio de 2021 por Discovery+.